# 25 de octubre
El 25 de octubre es el 298.º (ducentésimo nonagésimo octavo) día del año —el 299.º (ducentésimo nonagésimo noveno) en los años bisiestos— en el calendario gregoriano. Quedan 67 días para finalizar el año.

## Acontecimientos
- 1147: las tropas portuguesas, comandadas por Alfonso I, capturan la villa de Lisboa junto a los cruzados de Inglaterra y Flandes, luego de un asedio de cuatro meses.
- 1147: los turcos selyúcidas masacran a los cruzados germanos bajo las órdenes de Conrado III en la batalla de Doryaleum.
- 1415: derrota francesa en la batalla de Azincourt.
- 1521: María Pacheco se rinde, entregando Toledo en honrosas condiciones a las tropas de Carlos I de España y V de Alemania, con lo que termina la Guerra de las Comunidades de Castilla.
- 1533: en Madrid (España), el rey Carlos I nombra a Gonzalo Fernández de Oviedo y Valdés primer cronista de las Indias.
- 1555: Carlos I de España y V de Alemania abdica del trono imperial y de sus posesiones alemanas en su hermano Fernando, el futuro Fernando I de Habsburgo.
- 1747: España y Francia firman el Pacto de Familia, que establece una alianza defensiva.
- 1833: en España se aprueba el decreto de creación de la Caja de Ahorros de Madrid.
- 1836: en la Plaza de la Concordia en París (Francia) se instala el Obelisco de Lúxor, del templo de Karnak, regalo del virrey de Egipto, Mehmet Alí, a cambio de un reloj para la mezquita de alabastro.
- 1837: en Buenos Aires (Argentina), son ejecutados públicamente el exgobernador de Córdoba, José Vicente Reinafé, su hermano Guillermo y el capitán Santos Pérez, acusados del asesinato del general Facundo Quiroga.
- 1854: cerca de la villa de Balaclava (Ucrania) ―en el marco de la Guerra de Crimea (1853-1856)― el Imperio ruso se enfrenta en la batalla de Balaclava contra una coalición formada por los ejércitos del Imperio británico, el Imperio francés y el Imperio otomano.
- 1863: en El Salvador, tras un sitio de 25 días, el ejército guatemalteco enviado por el presidente Rafael Carrera conquista y saquea la villa de San Salvador, capital del país.
- 1864: en la Argentina, una ley de la provincia de Buenos Aires divide el territorio al sur y oeste de la provincia en 45 nuevos partidos, creando la actual División territorial y administrativa organización municipal.[1]
- 1868: en Cuba, los hermanos Antonio y José Maceo se unen a las huestes del Ejército Libertador.
- 1905: en el transcurso de la Revolución rusa tiene lugar una huelga general ferroviaria en el Imperio ruso.
- 1917: en Irlanda, Éamon de Valera es elegido presidente.
- 1920: tras 73 días de huelga de hambre, fallece el patriota irlandés Terence MacSwiney, que así protestó de su encarcelamiento por los británicos.
- 1920: en Pamplona (España), se funda el Club Atlético Osasuna.
- 1927: se hunde el transatlántico Principessa Mafalda, en el que mueren 314 personas.
- 1936: en el marco de la Segunda Guerra Mundial se crea el eje Berlín-Roma.
- 1951: en Reino Unido, el Partido Conservador gana las elecciones legislativas.
- 1958: sobre una torre de 10 metros de altura, en el área 8b del Sitio de pruebas atómicas de Nevada (a unos 100 km al noroeste de la ciudad de Las Vegas), a las 20:00 (hora local) Estados Unidos detona su bomba atómica Ceres, de 0,0007 kilotones. Es la bomba n.º 186 de las 1132 que Estados Unidos detonó entre 1945 y 1992. A las 2:20 de la madrugada del día siguiente detonará la bomba atómica Sanford.
- 1960: en Nueva York (Estados Unidos), el representante de Cuba denuncia ante la ONU una provocación de Estados Unidos en la Base Naval de Guantánamo.
- 1961: en el salón de actos del Ministerio de Industrias (en La Habana), el comandante Ernesto ''Che'' Guevara habla sobre el plan económico para el año 1962.
- 1971: en Nueva York (Estados Unidos), la República Popular China ingresa en la ONU.
- 1977: en España ―tras finalizar la dictadura franquista―, el Gobierno y la oposición firman los Pactos de la Moncloa.
- 1977: en los Estados Unidos, la empresa Digital Equipment Corporation lanza la computadora VAX.
- 1977: Llega a la II Brigada Aérea (Paraná) el primer Lear Jet 35A (T-21) para la Fuerza Aérea Argentina, que adquirió un total de 7 aeronaves, para cumplir tareas de reconocimiento, relevamiento fotográfico, enlace, traslado de personal, vuelos sanitarios y ejecutivos, asistencia en casos de catástrofes naturales, y verificación aérea de radioayudas.
- 1979: en España se aprueban en referéndum los estatutos de autonomía del País Vasco y Cataluña.
- 1980: en la ciudad de Cádiz (España) se descubre el circo romano más antiguo de ese país.
- 1982: El presidente Belisario Betancur anuncia la renuncia de Colombia como sede de la Copa Mundial de Fútbol 1986.
- 1983: Estados Unidos comienza la invasión de Granada en respuesta a la llegada al poder de Hudson Austin tras la revolución granadina. Varios países, entre los que destacan Reino Unido y Canadá se oponen a la invasión.[2]

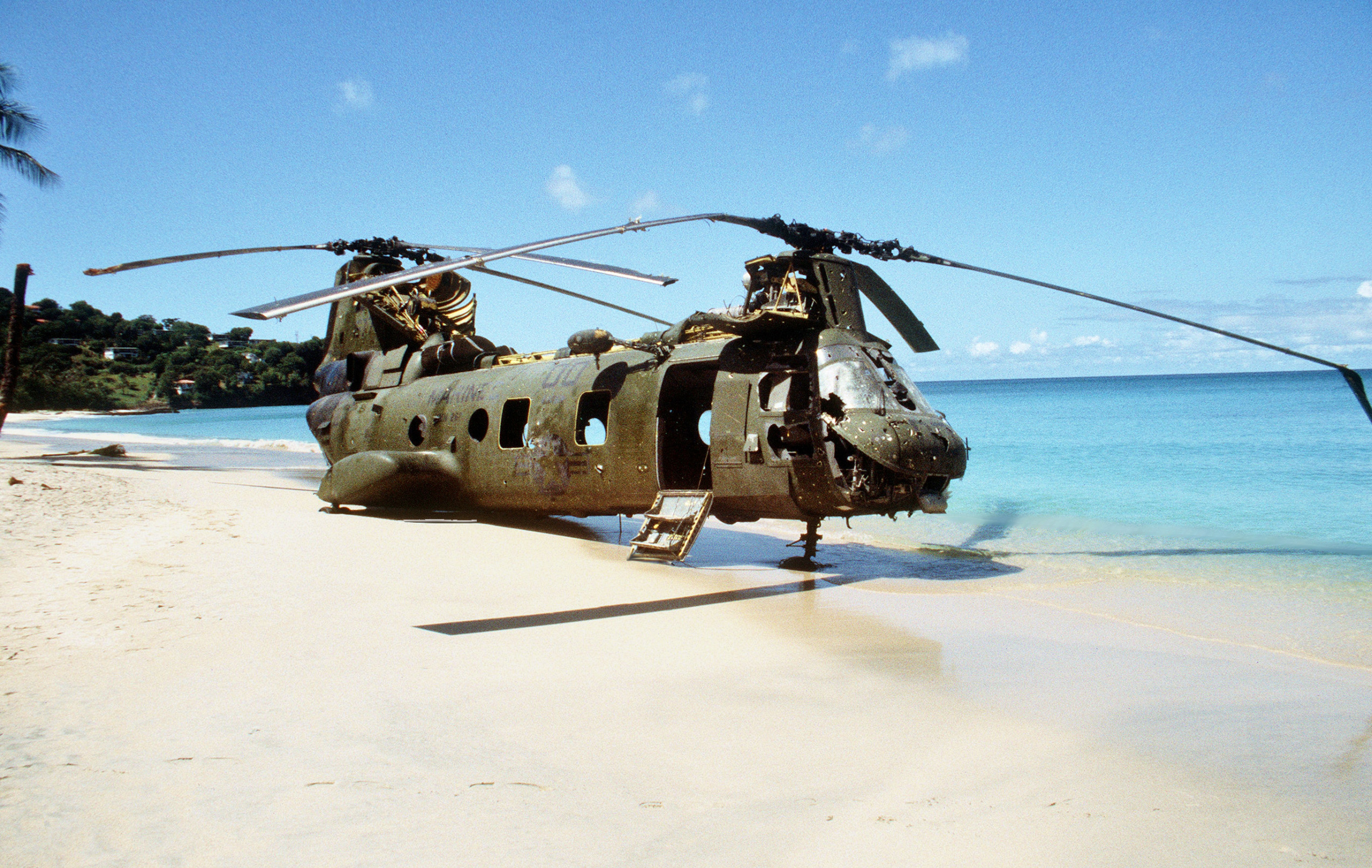
Un helicóptero del cuerpo de Marines estadounidenses Sea Knight impacta en la playa después de ser derribado por fuego antiaéreo el 25 de octubre de 1983.

- 1984: en la frontera entre Brasil y Paraguay, João Baptista Figueiredo (presidente de Brasil) y Alfredo Stroessner (dictador de Paraguay) inauguran la central hidroeléctrica de Itaipú, la más grande del mundo hasta esta fecha.
- 1985: en Buenos Aires (Argentina) ―tras menos de dos años de democracia desde la dictadura cívico-militar―, el presidente Raúl Alfonsín decreta el estado de sitio por 60 días para salir al paso de intentos golpistas militares.
- 1987: en Ciudad del Vaticano, el papa Juan Pablo II canoniza al médico italiano Giuseppe Moscati.
- 1988: en Filipinas se hunde un transbordador y mueren cerca de 500 personas.
- 1993: en Canadá, el Partido Liberal gana por mayoría absoluta las elecciones, desplazando del poder al Partido Conservador.
- 1994: en Ciudad del Vaticano, la Santa Sede anuncia el establecimiento de relaciones oficiales con la Organización para la Liberación de Palestina (OLP), aunque todavía sin carácter plenamente diplomático.
- 1994: en Tegucigalpa (Honduras) varios gobiernos centroamericanos aprueban la Declaración de Tegucigalpa sobre paz y desarrollo en la región.
- 1995: en Broadway se estrena el musical Victor/Victoria, protagonizado por Julie Andrews.
- 1997: en Buenos Aires (Argentina) el futbolista Diego Armando Maradona juega el último partido de su carrera profesional.
- 1999: en los Estados Unidos se lanza el microprocesador Pentium III Coppermine, de 733 MHz.
- 1999: en Colombia se emite el primer capítulo de Yo soy Betty, la fea, catalogada posteriormente como la telenovela más exitosa de todos los tiempos.
- 2000: en el Pirineo (España) se realiza un paro general pirenaico por la dignidad de la montaña y contra la construcción de los embalses de Jánovas, Santaliestra, Biscarrués y recrecimiento de Yesa.
- 2001: Microsoft, en comparación con Windows, estrena el sistema Windows XP en varios países.
- 2002: el Huracán Kenna golpea la costa del Pacífico mexicano para posteriormente seguir su trayectoria hacia el norte de México y el sur de Estados Unidos.
- 2003: en Lisboa (Portugal) se inaugura el Estadio da Luz.
- 2004: la empresa japonesa Nintendo pone a la venta el juego Grand Theft Auto Advance para la consola de videojuegos Gameboy Advance.
- 2007: en el aeropuerto de Abeche (Chad) la policía detiene a 16 franceses de la ONG Arca de Zoé, acusados de secuestro y tráfico de menores. Estaban transportando a 103 niños chadianos con padres para venderlos a familias en Europa.
- 2009: en Uruguay se realiza un plebiscito que buscaba anular la Ley de Caducidad; sin embargo, la misma sigue firme por escaso margen.
- 2009: El grupo U2 realiza el primer concierto en vivo por YouTube en la historia, como parte de su gira denominada U2 360° Tour.
- 2009: El piloto de MotoGP Valentino Rossi, se proclama por 9.ª y última vez campeón del mundo en el Gran Premio de Malasia de Motociclismo.
- 2010: La cantautora estadunidense, Taylor Swift, publica su tercer álbum de estudio, Speak Now.
- 2012: en un mercado de un distrito de Lima, Perú, ocurre un violento desalojamiento de comerciantes dejando 4 muertos y más de 60 heridos.
- 2015: en Argentina se realizan Elecciones presidenciales.
- 2017: en Argentina, legisladores aprueban desafuero de Julio De Vido; este se niega a declarar y es detenido en el Penal de Ezeiza.[3]
- 2018: en Etiopía, Sahle-Work Zewde asume el cargo de presidente, siendo la primera mujer en la historia de este país en ocupar dicho cargo.
- 2019: en Chile ocurre la manifestación más grande después del retorno a la democracia, en el contexto del estallido social.
- 2020: en Chile se lleva a cabo el Plebiscito Constitucional.
- 2023: en México, el huracán Otis de categoría 5, toca tierra en las costas de Guerrero, causando la muerte de 68 personas y devasta los municipios de Acapulco y Coyuca de Benítez. Este huracán es considerado como uno de los más potentes jamás registrados en México y en uno de los que más rápido se intensificó en toda su historia, al pasar de tormenta tropical a huracán categoría 5 en menos de 12 horas.

## Nacimientos
- 1692: Isabel de Farnesio, reina de España, segunda esposa de Felipe V (f. 1766).
- 1102: Guillermo Clito, aristócrata y militar normando (f. 1128)
- 1759: William Wyndham Grenville, primer ministro británico (f. 1834).
- 1767: Benjamin Constant de Rebecque, político y escritor francés de origen suizo (f. 1830).
- 1789:
  - Carlos María de Alvear, militar y político argentino (f. 1852).
  - Heinrich Schwabe, astrónomo alemán (f. 1875).
- 1800: Jacques Paul Migne, sacerdote francés (f. 1875).
- 1800: Thomas Macaulay, escritor y político británico (f. 1859).
- 1802: Richard Parkes Bonington, pintor británico (f. 1828).
- 1806: Max Stirner, filósofo alemán (f. 1875).
- 1811: Évariste Galois, matemático francés (f. 1832).

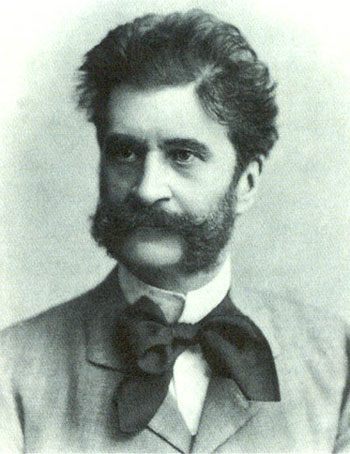
Johann Strauss (hijo)

- 1825: Johann Strauss II, compositor austríaco (f. 1899).
- 1838: Georges Bizet, compositor francés (f. 1875).
- 1864: Aleksandr Grechanínov, compositor ruso (f. 1956).
- 1865: Manuel Lago González, eclesiástico y escritor español (f. 1925).
- 1879: Fritz Haarmann, psicópata alemán (f. 1925).

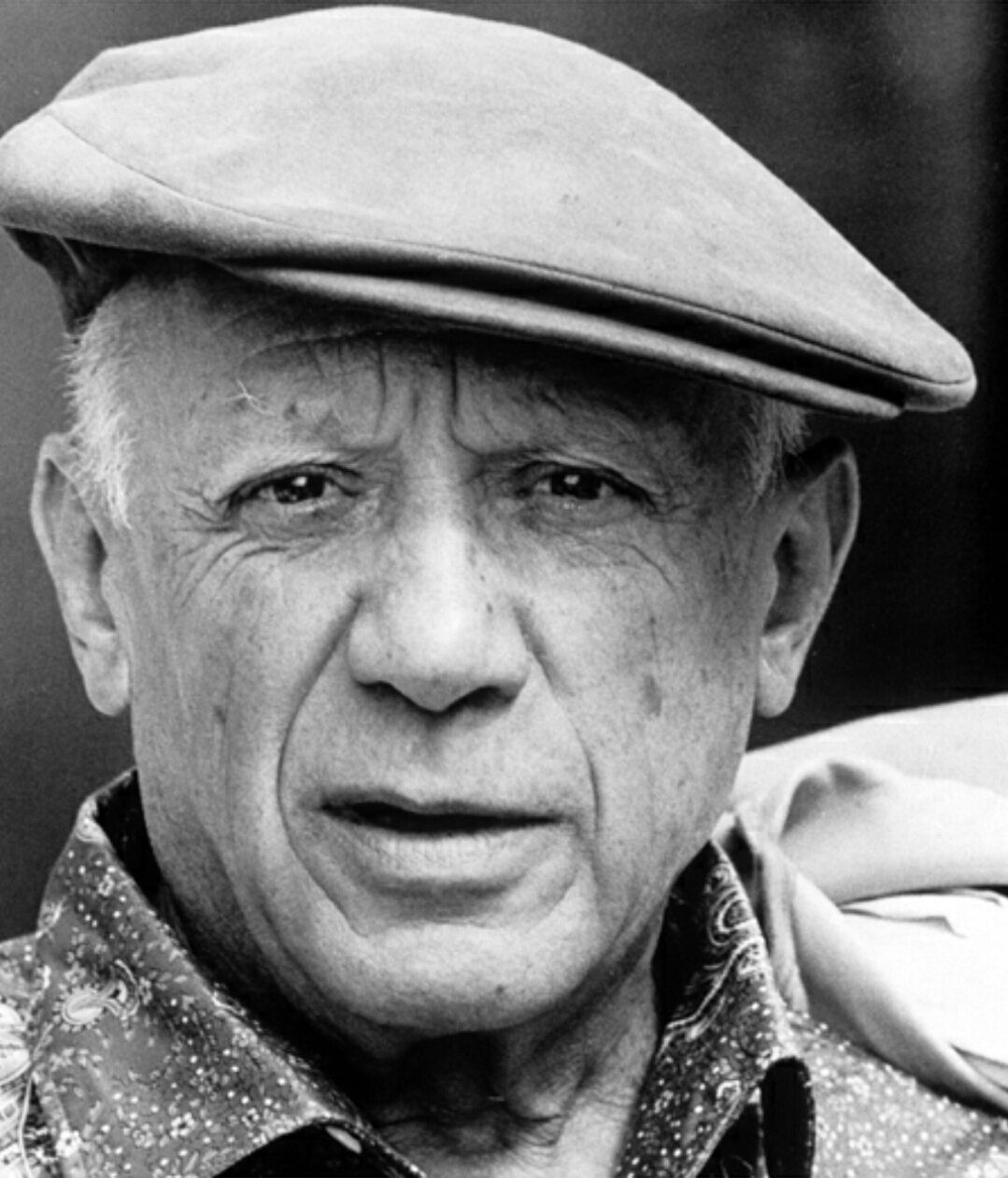
Pablo Picasso

- 1881: Pablo Picasso, pintor español (f. 1973).
- 1884:
  - Edwiges de Sá Pereira, maestra, periodista, poetisa y feminista brasileña (f. 1958).
  - Eduardo Barrios, escritor chileno (f. 1963).
- 1887: Willem Andriessen, compositor y pianista neerlandés (f. 1964).
- 1888: Richard E. Byrd, explorador estadounidense (f. 1957).
- 1889: Abel Gance, cineasta francés (f. 1981).
- 1892: Leo G. Carroll, actor británico (f. 1972).
- 1895: Levi Eshkol, primer ministro israelí (f. 1969).
- 1902:
  - Carlo Gnocchi, sacerdote italiano (f. 1956).
  - Eddie Lang, músico estadounidense de jazz (f. 1933).
- 1905: José Corts Grau, escritor español (f. 1995).
- 1908: Manuel Mur Oti, cineasta español (f. 2003).
- 1910:
  - William Higginbotham, físico estadounidense (f. 1994).
  - Ignacio F. Iquino, director de cine español (f. 1994).
- 1912: David Stitchkin, educador y abogado chileno (f. 1997).
- 1913: Klaus Barbie, militar alemán (f. 1991).
- 1914: John Berryman, poeta estadounidense (f. 1972).
- 1915:
  - José Pepe Marrone, actor argentino (f. 1990).
  - Iván Morton Niven, matemático canadiense (f. 1999).
  - Francisco Salinas Quijada, doctor en derecho español (f. 2006).
- 1916: Gereon Goldmann, religioso alemán (f. 2003).
- 1919: Luis H. Álvarez, empresario y político mexicano (f. 2016).
- 1920: Geneviève de Gaulle-Anthonioz, política y miembro de la Resistencia francesa (f. 2002).
- 1921: Miguel I, aristócrata rumano, rey de Rumania entre 1927-1930 y 1940-1947 (f. 2017).
- 1923: Stig Dagerman, escritor sueco (f. 1994).
- 1924: Billy Barty, actor estadounidense (f. 2000).
- 1926:
  - Bo Carpelan, poeta finlandés (f. 2011).

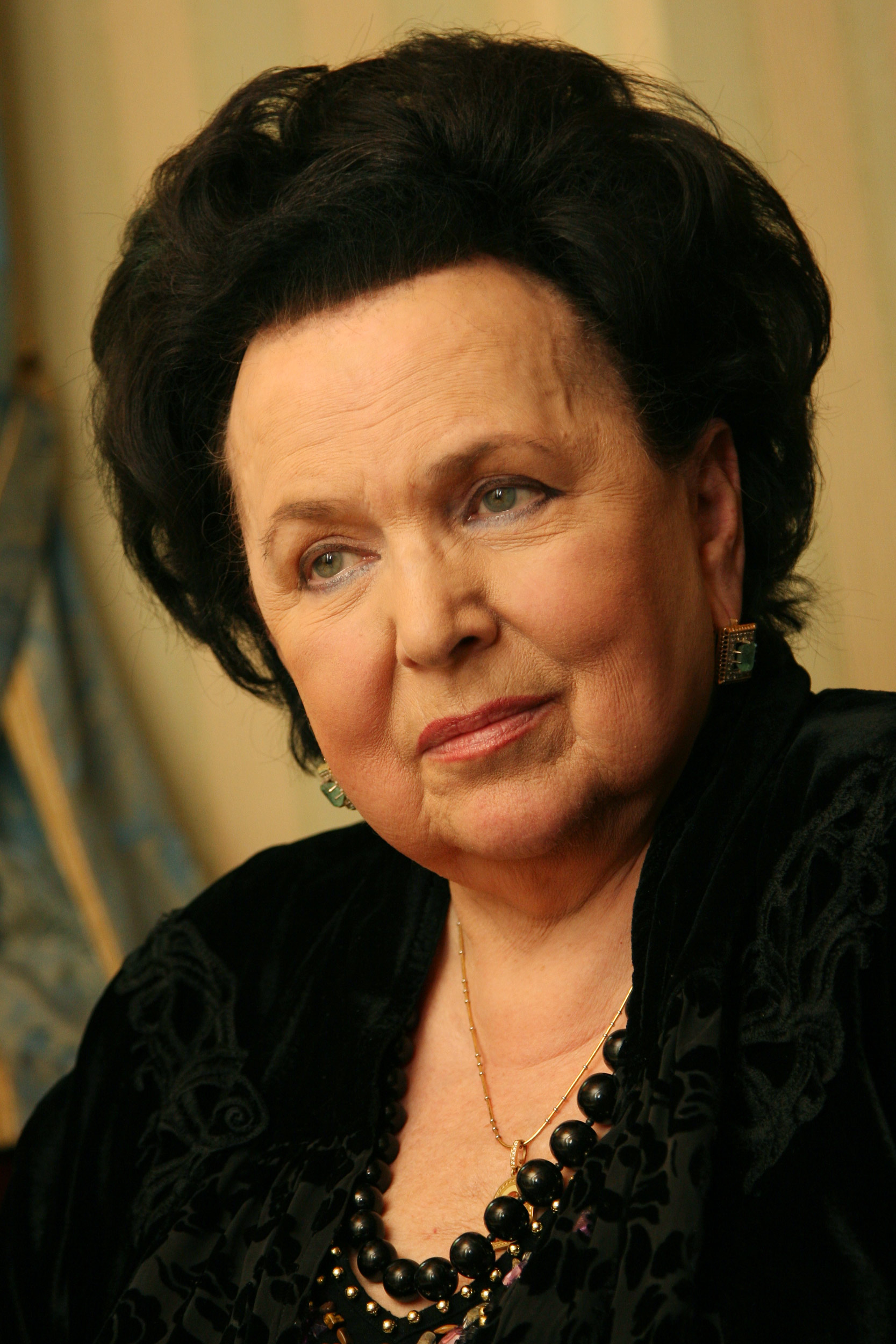
Galina Vishnévskaya

- - Galina Vishnévskaya, soprano rusa (f. 2012).
- 1927: Jorge Batlle, político uruguayo, presidente de Uruguay entre 2000 y 2005 (f. 2016).
- 1928:
  - Jeanne Cooper, actriz estadounidense (f. 2013).
  - Tony Franciosa, actor estadounidense (f. 2006).
  - Paulo Mendes da Rocha, arquitecto y urbanista brasileño (f. 2021).
  - Peter Naur, científico informático danés (f. 2016).
  - María Dhialma Tiberti, escritora argentina (f. 1987).
- 1929: Eva Blanco, actriz venezolana
- 1931:
  - Annie Girardot, actriz francesa (f. 2011).
  - Klaus Hasselmann, meteorólogo y climatólogo alemán, Premio Nobel de Física 2021.
- 1932: Alberto Argibay, actor argentino (f. 2007).
- 1933: José Martínez de Sousa, bibliólogo, ortotipógrafo y lexicógrafo español.
- 1935: Russell Schweickart, astronauta estadounidense.
- 1936: Martin Gilbert, historiador británico (f. 2015).
- 1937: Josep Montanyès, actor y director español (f. 2002).
- 1938: Wilson Flagg, militar estadounidense (f. 2001).
- 1940: 
  - Mariquita Gallegos, actriz y presentadora argentina.
  - Bobby Knight, entrenador estadounidense de baloncesto.
- 1941:
  - Anne Tyler, novelista estadounidense.
  - Helen Reddy, cantante australiana (f. 2020).
- 1942: Gregorio Marañón Bertrán, aristócrata y empresario español.
- 1944: Jon Anderson, cantante británico, de la banda Yes.
- 1945: Francisco Sá, futbolista argentino.
- 1946: Elías Figueroa, futbolista chileno.
- 1947: José Alfredo Fuentes, cantante chileno.
- 1948:
  - Dave Cowens, baloncestista estadounidense.
  - Álvaro Rodríguez (actor), actor colombiano.
  - Dan Issel, baloncestista estadounidense.
  - Glenn Tipton, guitarrista británico, de la banda Judas Priest.
- 1949:
  - Brian Kerwin, actor estadounidense.
  - Pablo Lorenzini, político e ingeniero comercial chileno.
- 1950: Chris Norman, cantante británico.
- 1951: Richard Lloyd, músico estadounidense, de la banda Televisión.
- 1951: Eduardo Artés, político y profesor chileno
- 1952: Myriam Spiteri Debono, política maltesa, Presidenta de Malta desde 2024.
- 1953:
  - Gonzalo Alcalde Crespo, escritor, investigador, fotógrafo e ilustrador español.
  - Douglas Diamond, economista estadounidense.
- 1954: Carlos Mladinic, economista y político chileno
- 1956: Matthias Jabs, guitarrista alemán, de la banda Scorpions.
- 1957, Nancy Cartwright, actriz estadounidense.
- 1958:
  - Edi Clavo, batería español, de la banda Gabinete Caligari.
  - Kornelia Ender, nadadora alemana.
- 1960: Mex Urtizberea, músico, actor, escritor, conductor y humorista argentino.
- 1961: Chimo Bayo, diyéi español.
- 1961: Hong Sang-soo, cineasta surcoreano.
- 1962: Chad Smith, baterista estadounidense, de la banda Red Hot Chili Peppers.
- 1964: Daniel Coronell, es un periodista colombiano.
- 1964:
  - Nicole Hohloch, cantante alemana.
  - Kevin Michael Richardson, actor estadounidense.
  - Michael Boatman, actor y escritor estadounidense.
- 1965: Luis Jara, cantante y conductor de televisión chilena.
- 1967: Latin Lover (Víctor Manuel Reséndez Nuncio), luchador y actor mexicano.
- 1969: Oleg Salenko, futbolista ruso.
- 1970: Adam Goldberg, actor estadounidense.
- 1971:
  - Pedro Martínez, jugador de béisbol dominicano.
  - Raúl Quijano, músico español, de la banda Café Quijano.
  - Elif Shafak, escritora de origen turco.
  - Craig Robinson, actor estadounidense.
- 1975: Eirik Glambek Bøe, músico noruego, de la banda Kings of Convenience.
- 1976:
  - David Davis Cámara, jugador español de balonmano.
  - Steve Jones, futbolista británico.
  - Roberto Losada Rodríguez, futbolista español.
- 1977:
  - Rodolfo Bodipo, futbolista español.
  - Birgit Prinz, futbolista alemana.
- 1978: Markus Pöyhönen, atleta finlandés.
- 1979: Rosa Mendes, luchadora profesional canadiense.
- 1980: Mehcad Brooks, actor y modelo estadounidense.
- 1981:
  - Shaun Wright-Phillips, futbolista británico.
  - Monika Kowalska, actriz polaco-española
- 1983:
  - Nicolás Bonelli, mecánico y piloto argentino de automovilismo.
  - Daniele Mannini, futbolista italiano.

- 1984:

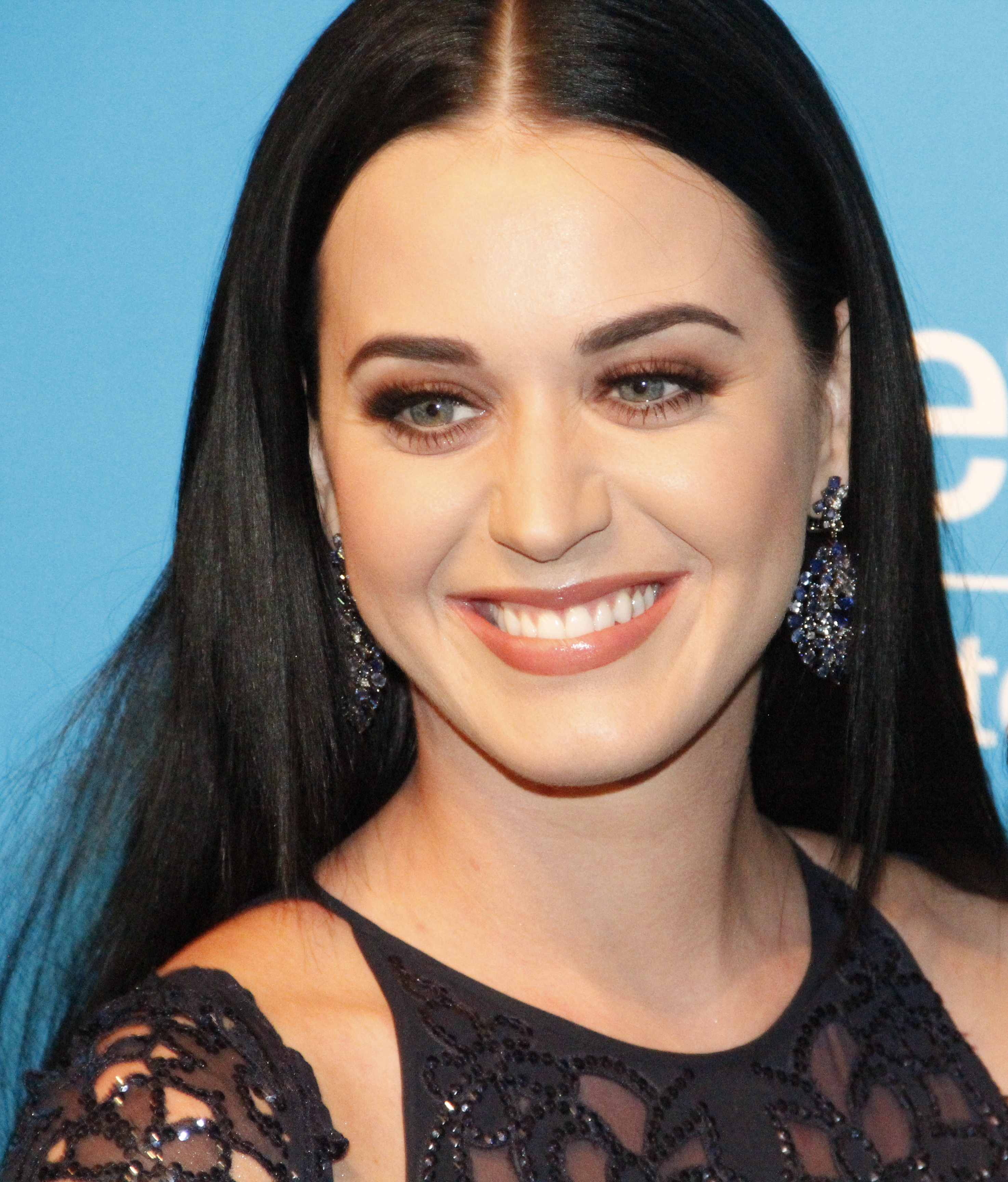
Katy Perry

  - Katy Perry, cantante estadounidense.
  - Iván Ramis, futbolista español.
  - Sara Helena Lumholdt, cantante sueca, de la banda A*Teens.
  - María Lvova-Belova, política rusa.
- 1985: Ciara Harris, cantante estadounidense.
- 1989: Sten Grytebust, futbolista noruego.
- 1990: Sara Chafak, modelo finlandesa.
- 1991:
  - Saul Halpin, futbolista británico.
  - Magdalena Müller, actriz chilena
  - Andrew Norwell, jugador estadounidense de fútbol americano.
- 1992: Irina Baeva, actriz rusa.
- 1995:
  - Conchita Campbell, actriz canadiense.
  - Diego Pérez Chirinos, actor peruano.
- 1996: 
  - Marileidy Paulino, atleta dominicana.
  - Sandro Lauper, futbolista suizo.
- 1997: Federico Chiesa, futbolista italiano.
- 1998:
  - Nazariy Rusyn, futbolista ucraniano.
  - Lee Know, cantante, rapero y bailarín surcoreano integrante de grupo Stray Kids.
  - Joel Suter, ciclista suizo.
  - Peru Nolaskoain, futbolista español.
- 2000:
  - Dominik Szoboszlai, futbolista húngaro.
  - Dan Ndoye, futbolista suizo.
  - Luka Vešner Tičić, futbolista esloveno.
  - Nguyễn Thanh Nhân, futbolista vietnamita.
- 2001: Isabel de Brabante, heredera al trono de Bélgica.
- 2006: Milo J, cantante y compositor argentino.

## Fallecimientos
- 304: Marcelino, papa italiano (n. hacia 240).
- 625: Bonifacio V, papa italiano (n. hacia 570).
- 1154: Esteban de Blois, rey inglés entre 1135 y 1141 (n. 1096).
- 1349: Jaime III, aristócrata mallorquín, rey entre 1324 y 1349 (n. 1315).
- 1359: Beatriz de Castilla, reina consorte de Portugal y Algarve (n. 1293).
- 1400: Geoffrey Chaucer, poeta inglés (n. 1343).
- 1415: Eduardo III de Bar, aristócrata y militar francés (n. 1377).
- 1495: Juan II, rey portugués (n. 1455).
- 1510: Giorgione, pintor renacentista italiano (n. 1477).
- 1647: Evangelista Torricelli, físico italiano (n. 1608).
- 1653: Gustavo Gustavsson de Vasaborg, aristócrata sueco (n. 1616).
- 1760: Jorge II, aristócrata y rey británico (n. 1683).
- 1764: William Hogarth, pintor y grabador británico (n. 1697).
- 1800: Manuel Gual, militar y político venezolano (n. 1759).
- 1806: Benjamin Banneker, astrónomo estadounidense (n. 1731).
- 1826: Philippe Pinel, médico francés (n. 1745).
- 1861: Friedrich Karl von Savigny, jurista alemán (n. 1779).
- 1866: Modesto Lafuente, historiador español (n. 1806).
- 1877: Julián Escalante y Moreno, político mexicano (n. 1807).
- 1899: Grant Allen, escritor científico, y novelista canadiense (n. 1848).
- 1902: Frank Norris, novelista estadounidense (n. 1870).
- 1909: Clorinda Matto de Turner escritora, poetisa y periodista peruana (n. 1852).
- 1916:
  - William Merritt Chase, pintor y maestro impresionista estadounidense (n. 1849).
  - Papus (Gerard Anaclet Vincent Encausse), médico y ocultista francés de origen español (n. 1865).
- 1918: Aaron Pavlovsky, ingeniero agrónomo argentino (n. 1856).
- 1920: Alejandro I, aristócrata y rey griego (n. 1893).
- 1921: Bat Masterson, periodista y abogado estadounidense (n. 1853).
- 1932: Julia Wernicke, pintora argentina (n. 1860).
- 1934: Juan J. Navarro, militar mexicano (n. 1841).
- 1938: Alfonsina Storni, poetisa argentina (n. 1892).
- 1946: Manuel Carlés, escritor y político argentino, fundador de la banda terrorista ultraderechista Liga Patriótica Argentina (n. 1875).
- 1947: Robert Delaunay, pintor francés (n. 1885).
- 1954: Manuel Trucco Franzani, político chileno (n. 1875).
- 1955: Sadako Sasaki, joven japonesa, víctima de la bomba atómica de Hiroshima, originadora de la tradición de las grullas de papel (n. 1943).
- 1957:
  - Lord Dunsany, escritor irlandés (n. 1878).
  - Henry Van de Velde, arquitecto, decorador y pintor belga (n. 1863).
- 1958: Stuart Lewis-Evans, piloto británico de automovilismo (n. 1930).
- 1961: Giuseppe Cavalli, fotógrafo italiano (n. 1904).
- 1963:
  - Eustaquio Gopar, militar español y uno de los últimos de Filipinas (n. 1876).
  - Karl von Terzaghi, ingeniero checo (n. 1883).
- 1966: José María Echevarría Ayestarán, futbolista español (n. 1920).
- 1970: René Schneider, militar chileno; asesinado por ultraderechistas (n. 1913).
- 1973:
  - Abebe Bikila, maratonista etíope (n. 1932).
  - Luis Fernández López, pintor español (n. 1900).
- 1975: Vladimir Herzog, periodista brasileño (n. 1937).
- 1976: Raymond Queneau, escritor francés (n. 1903).
- 1977: Félix Gouin, político francés (n. 1884).
- 1978: Rosa Clotilde Sabattini, pedagoga argentina (n. 1918).
- 1981: Ariel Durant (Chaya Kaufman), escritora estadounidense de origen ucraniano (n. 1898).
- 1982: Viridiana Alatriste, actriz mexicana de cine, televisión y teatro (n. 1963).
- 1985: Gábor Bódy, director húngaro (n. 1946).
- 1986:
  - Guillermo Eizaguirre, futbolista y entrenador español (n. 1909).
  - Forrest Tucker, actor estadounidense (n. 1919).
- 1989: Mary McCarthy, escritora estadounidense (n. 1912).
- 1992:
  - Miguel Ydígoras Fuentes, político y militar guatemalteco (n. 1895).
  - Roger Miller, músico y compositor estadounidense (n. 1936).
- 1993:
  - Danny Chan, artista chino (n. 1958).
  - Vincent Price, actor estadounidense (n. 1911).
- 1994:
  - Mildred Natwick, actriz estadounidense (n. 1905).
  - Francisco Ynduráin, filólogo español (n. 1910).
- 1995: 
  - Bobby Riggs, tenista estadounidense (n. 1918).
  - Viveca Lindfors, actriz sueca (n. 1920).
- 1997: Virgilio Expósito, compositor y pianista argentino de tango (n. 1924).
- 1998: Alfred Roth, arquitecto suizo (n. 1903).[4]
- 1999: Payne Stewart, golfista estadounidense (n. 1957).
- 2000: Alberto Demiddi, deportista argentino (n. 1944).
- 2001: Marvin Harris, antropólogo estadounidense (n. 1927).
- 2002: Richard Harris, actor irlandés (n. 1930).
- 2004: John Peel, radiodifusor y periodista británico (n. 1939).
- 2006: Luisa Alberca, escritora y guionista radiofónica (n. 1920).
- 2008: Federico Luzzi, tenista italiano (n. 1980).
- 2009: Axel Pauls, actor argentino (n. 1933).
- 2010:
  - Gregory Isaacs, músico jamaicano (n. 1951).
  - Andy Holmes, remero olímpico británico (n. 1959).
- 2011: Manuel González Sosa, poeta español. (n. 1921).
- 2012: Jacques Barzun, escritor y filósofo francés (n. 1907).
- 2013: Nigel Davenport, actor británico de cine y televisión (n. 1928).
- 2014:
  - Jack Bruce, músico escocés (n. 1943).
  - Carlos Morales Troncoso, político dominicano (n. 1940).
- 2015: Jaime Jaramillo Uribe, historiador antioqueño considerado como pionero, orientador y maestro de la profesionalización de la Historia de Colombia (n. 1917).
- 2016: Carlos Alberto Torres, futbolista brasileño (n. 1944).
- 2020: Lee Kun-hee, empresario surcoreano (n. 1942).
- 2022:
  - Pierre Soulages, pintor y escultor francés (n. 1919).
  - Mike Davis, historiador, geógrafo y activista político estadounidense (n. 1946).
  - Gordon Fee, teólogo estadounidense (n. 1934).

## Celebraciones
- Día Mundial de la Pasta. Uno de los alimentos favoritos y más versátiles del mundo. Se elabora con una masa sin levadura procedente de la harina de trigo duro. La harina se mezcla con agua o huevos y luego se forma en láminas. Tiene su origen en la celebración del primer congreso internacional de la Pasta en Roma en 1995.

- Día Mundial de las Personas de Talla Baja. Una de cada 25 mil personas nace con una alteración genética, conocida como acondroplasia. Es un trastorno que afecta el crecimiento y desarrollo de los huesos, cartílagos y tejidos conectivos, ocasionando el tipo más común de enanismo. Se dedica esta fecha al respeto hacia las personas de talla baja y su derecho a la inclusión.

- Día Mundial del Karate.[5]Se celebra desde el año 2005, por decisión de la Asamblea de la Okinawa Karate Mundial (OGW), en la que asistieron el gobernador de Naha, Keichi Inamine, y el Secretario de la Asamblea, Seizen Hokama, para dar a conocer esta disciplina a nivel global.

- Día Mundial de la Ópera. Iniciativa de las organizaciones Ópera América, Ópera Latinoamérica y Ópera Europa, para promocionar esta forma de arte conocida universalmente. Coincide con la fecha de nacimiento de Georges Bizet y Johann Strauss II, compositores afamados de ópera y opereta.

- Día Internacional del Artista. La fecha conmemora el nacimiento del pintor y escultor español Pablo Picasso, nacido este día del 1881.

- Día Internacional de la Piel de Mariposa o Epidermólisis Bullosa. Una enfermedad rara de la piel.

- Día Mundial de los Síndromes Mielodisplásicos (SMD). Efeméride orientada a concientizar a la población acerca de este tipo de trastorno que genera la producción de células sanguíneas anormales.

- Día Internacional de la Espina Bífida y la Hidrocefalia.

- Día del Zapatero o Trabajador del Calzado. En conmemoración de San Crispín y San Crispiano, hermanos y santos patrones de los zapateros.

- Día de Regalar Maquillaje. Fecha de obsequiar productos de maquillar a la pareja, a la amiga, a la compañera de trabajo o a cualquier mujer.

Compartidas
- Unión Europea:
  - Día Europeo de la Justicia.[6]El 5 de junio del año 2003, el Consejo de Europa y la Comisión Europea decidieron conmemorar esta fecha, cada 25 de octubre. La intención de esta celebración es que los ciudadanos europeos se mantengan informados sobre sus derechos y tengan acceso a las herramientas que se encuentran disponibles en cuanto a justicia transfronteriza se refiere. Este día busca que la justicia sea accesible a todos los ciudadanos.

 Por países
(Por orden alfabético)
- Argentina: 
  - Día Nacional del Conscripto Naval.[7]La efeméride fue instituida en homenaje al marinero Anacleto Bernardi, quien murió por salvar a sus semejantes en el hundimiento del transatlántico Principessa Mafalda, ocurrido el 25 de octubre de 1927 frente a las costas de Brasil.
    -  Misiones: 
      - Día Provincial de la Sensibilización sobre la Acondroplasia y otras displasias esqueléticas.[8]En junio de 2022, la Legislatura misionera estableció esta conmemoración.

- Bolivia: 
  - Día del Zapatero.

- El Salvador:
  - Día del Trabajador de Turismo.[9]

- Eslovenia:
  - Día de la Soberanía.

- Estados Unidos:
  - Día Nacional Me Preocupo por Ti.
(en inglés: National I Care About You Day).
  - Día Nacional de los Alimentos Grasos.
(en inglés: National Greasy Foods Day).
  - Día más amargo.
(en inglés: Sourest Day).
  - Día del Sándwich Crujiente.
(en inglés: Crisp Sandwich Day).
  - Punk por un día.
(en inglés: Punk For a Day Day).

- Granada:
  - Día de Acción de Gracias.

- Kazajistán:
  - Día de la República.

- Lituania:
  - Día de la Constitución.

- Panamá:
  - Día Nacional de No Fumar.
  - Día del Trabajador de la Construcción.

- Perú:
  - Día de los Trabajadores en Construcción Civil.

- República de China:
  - Día de la Retrocesión.

- República Dominicana: 
  - Día Nacional del Cooperativismo.

- Rumania:
  - Día de las Fuerzas Armadas.

- Rusia:
  - Día del Funcionario de Aduana.

### Santoral católico
- San Bernardo Calbó.
- San Crisanto de Roma.
- Santos Crispín y Crispiniano.[10]
- Santa Daría de Roma.
- Santa Engracia de Segovia.

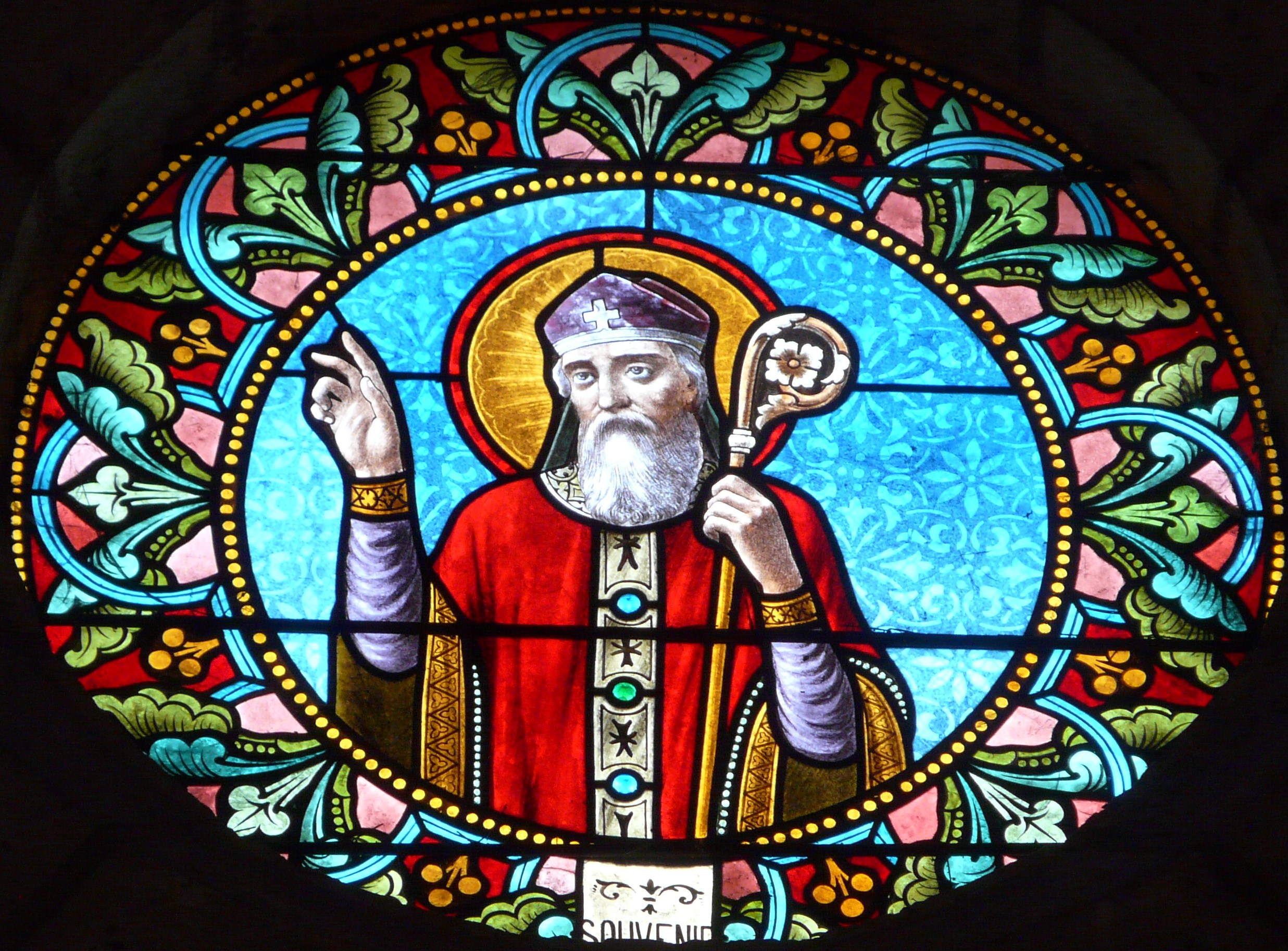
Vidriera con San Frontis de Périgord en la iglesia de Saint-Pierre-ès-Liens, Lalinde (Francia).

- San Frontón de Périgeux (imagen ilustrativa).
- San Frutos de Segovia.
- San Gaudencio de Brescia.
- San Hilaro de Javols.
- San Mauro de Pécs.
- San Miniato de Florencia.
- San Valentín de Sevilla.
- Beato Recaredo Centelles Abad.
- Beato Tadeo Machar.